# ビューラーツェル
ビューラーツェル (ドイツ語: Bühlerzell) は、ドイツ連邦共和国バーデン＝ヴュルテンベルク州シュヴェービッシュ・ハル郡に属す町村（以下、本項では便宜上「町」と記述する）。

## 地理
ビューラーツェルはシュヴェービッシュ・ハルとエルヴァンゲンの間、コッハー川の支流であるビューラー川沿いに位置している。

### 隣接する市町村
北はビューラータン、東はローゼンベルク、南はアーデルマンスフェルデン（この2つはオストアルプ郡）、南西はズルツバッハ＝ラウフェン、北西はオーバーゾントハイムと境を接している。

### 自治体の構成
この自治体は、ビューラーツェル、ガイファーツホーフェン、ホーレンシュタイン、ハイルベルクの各地区および28のその他の小集落および居住区からなる。

## 歴史
ビューラーツェルは、1972年のバーデン＝ヴュルテンベルク州の市町村再編により、ビューラーツェルとガイファーツホーフェンの2つの村が合併して成立した。
村落としてのビューラーツェルは、おそらく800年頃にエルヴァンゲン修道院の修道士達によって創設された。居住地は、境界あるいは防衛拠点として用いられ、他方では森の開墾・農家の定着による経済的利点を引き出すために利用された。村の名前は、"Celle an der Bühler"（ビューラー川沿いの集落）に由来する。
ガイファーツホーフェンは、1085年に始めて文献上で言及されている。歴史の大半をエルヴァンゲンの修道院長領として過ごしたビューラーツェル同様、ガイファーツホーフェンも初めはコムブルク修道院領であったが、後にリムプルク献酌侍従家の領主権下に置かれた。

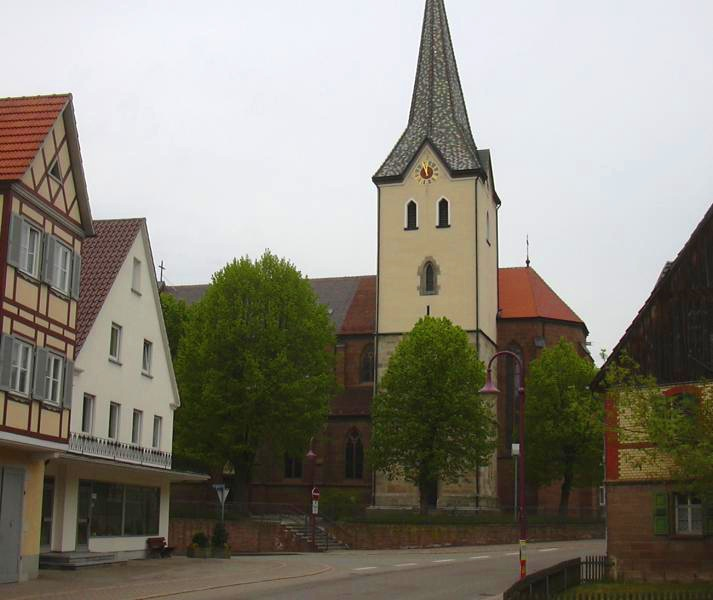
ビューラーツェルの教会

1938年に、それまでオーバーアムト・ガイルドルフに置かれていたガイファーツホーフェンと、それまでオーバーアムト・エルヴァンゲンに置かれていたビューラーツェルは、ともに新しくシュヴェービッシュ・ハル郡に編入された。1972年1月1日にガイファーツホーフェンとビューラーツェルは合併した。

## 行政
この町は、オーバーゾントハイムに本部を置くオベーレス・ビューラータール行政共同体の一員となっている。

### 友好都市
- ザンクト・コーロマン（オーストリア、ザルツブルク州）

## 経済と社会資本
ビューラーツェルは、農林業が主な産業である。2003年現在、農業生産を主要な業務とする企業体が26、農業周辺産業の企業体が44ある。町域の半分が森である。

## 見所
見所は、ビューラーツェル地区およびガイファーツホーフェン地区の教会で、全部で6つの礼拝堂がある。

## 引用
1. ↑  Statistisches Landesamt Baden-Württemberg – Bevölkerung nach Nationalität und Geschlecht am 31. Dezember 2023 (CSV-Datei)